# 伯德鎮區 (阿肯色州康韋縣)
伯德鎮區（英語：Bird Township）是位於美國阿肯色州康韋縣的一個行政鎮區。

## 地方資料
伯德鎮區的面積為63.63平方千米，當中陸地面積為63.50平方千米，而水域面積為0.13平方千米。根據2010年美國人口普查的數據，當地共有人口884人，而人口密度為每平方千米13.89人。